# Salamandre (amphibien)
Pour les articles homonymes, voir Salamandre.
Taxons concernés
Dans l'ordre Urodela,

certaines espèces des genres :
- Ambystoma
- Andrias
- Desmognathus
- Eurycea
- Hemidactylium
- Gyrinophilus
- Plethodon
- Proteus
- Pseudotriton
- Salamandra
- etc.modifier

En zoologie, le nom vernaculaire Salamandre désigne une grande partie des espèces d'amphibiens urodèles (Urodela, syn. Caudata). L'une des plus connues est la salamandre commune (Salamandra salamandra), rencontrée un peu partout en Europe.
Elles mesurent pour la plupart moins de 25 cm, mais les espèces du genre Andrias peuvent atteindre les 2 mètres de longueur.

## Liste des salamandres par noms vernaculaires
Note : Certains noms peuvent correspondre à une même espèce.
- Salamandre d'Asie Centrale — Ranodon sibiricus
- Salamandre alpestre — Salamandra atra
- Salamandre blanche — Proteus anguinus
- Salamandre commune — Salamandra salamandra
- Salamandre de Corse — Salamandra corsica
- Salamandre à deux lignes — Eurycea bislineata
- Salamandre de feu — Salamandra salamandra
- Salamandre foncée — Ambystoma gracile
- Salamandre géante de Chine — Andrias davidianus
- Salamandre géante du Japon — Andrias japonicus
- Salamandre des grottes — Proteus anguinus
- Salamandre de Jefferson — Ambystoma jeffersonianum
- Salamandre de Lanza — Salamandra lanzai
- Salamandre à longue queue — Eurycea longicauda
- Salamandre à longs doigts — Ambystoma macrodactylum
- Salamandre marbrée — Ambystoma opacum
- Salamandre maculée — Ambystoma maculatum
- Salamandre à nez court — Ambystoma texanum
- Salamandre noire — Salamandra atra
- Salamandre à points bleus — Ambystoma laterale
- Salamandre pourpre — Gyrinophilus porphyriticus
- Salamandre à quatre doigts — Hemidactylium scutatum
- Salamandre rayée — Plethodon cinereus
- Salamandre rouge — Pseudotriton ruber
- Salamandre sombre du Nord — Desmognathus fuscus
- Salamandre tachetée — Salamandra salamandra
- Salamandre terrestre — Salamandra salamandra
- Salamandre tigrée — Ambystoma tigrinum
- Salamandre tigrée du Texas — Ambystoma mavortium

## Galerie d'images

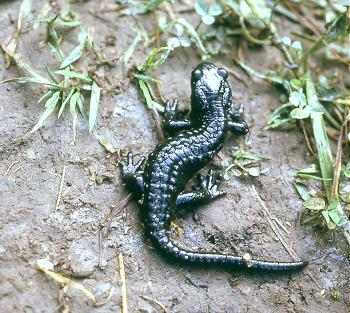
Salamandre alpestre (Salamandra atra)
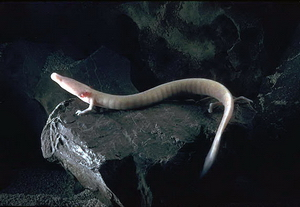
Salamandre blanche (ou protée) — Proteus anguinus
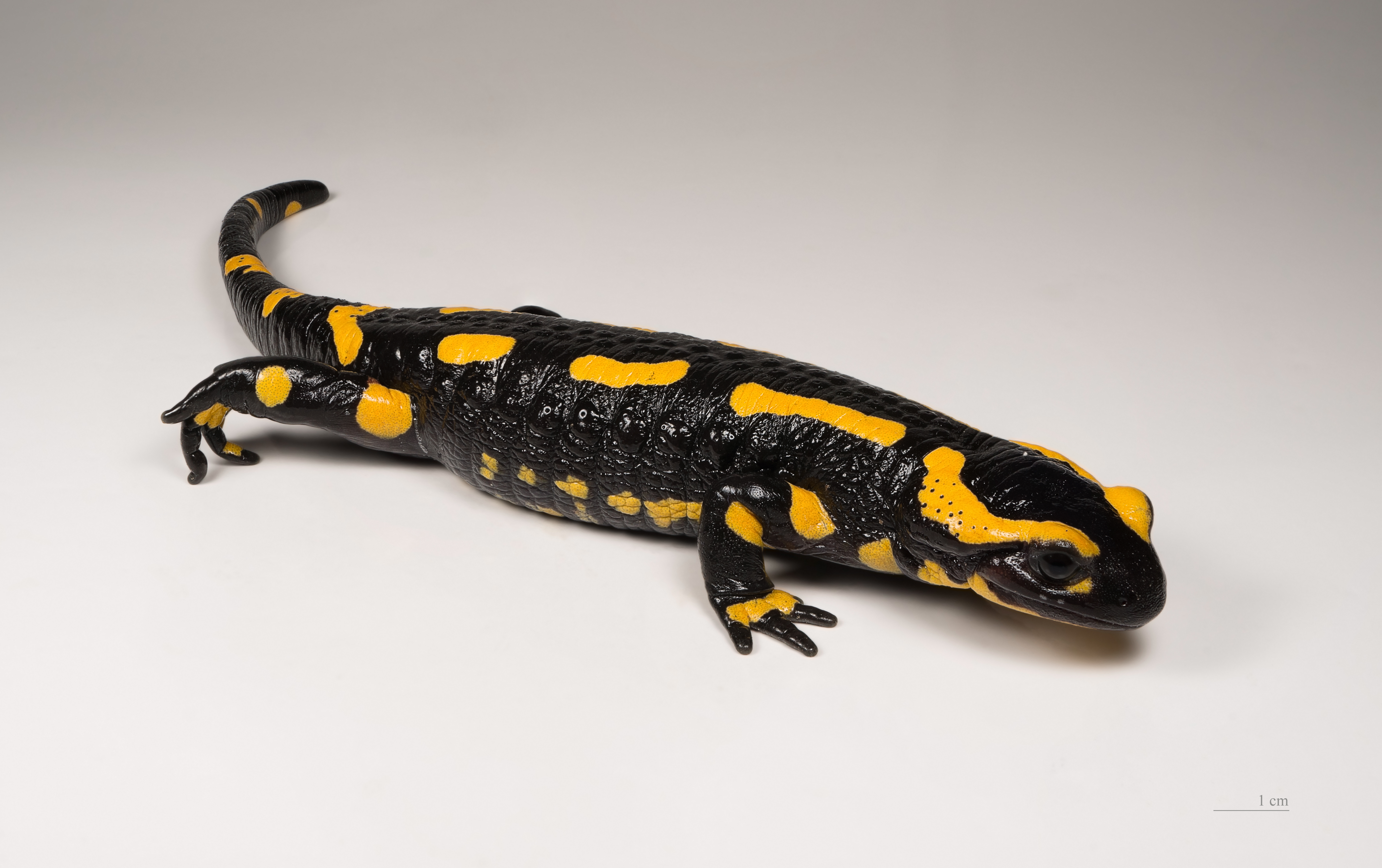
Salamandre commune (Salamandra salamandra)
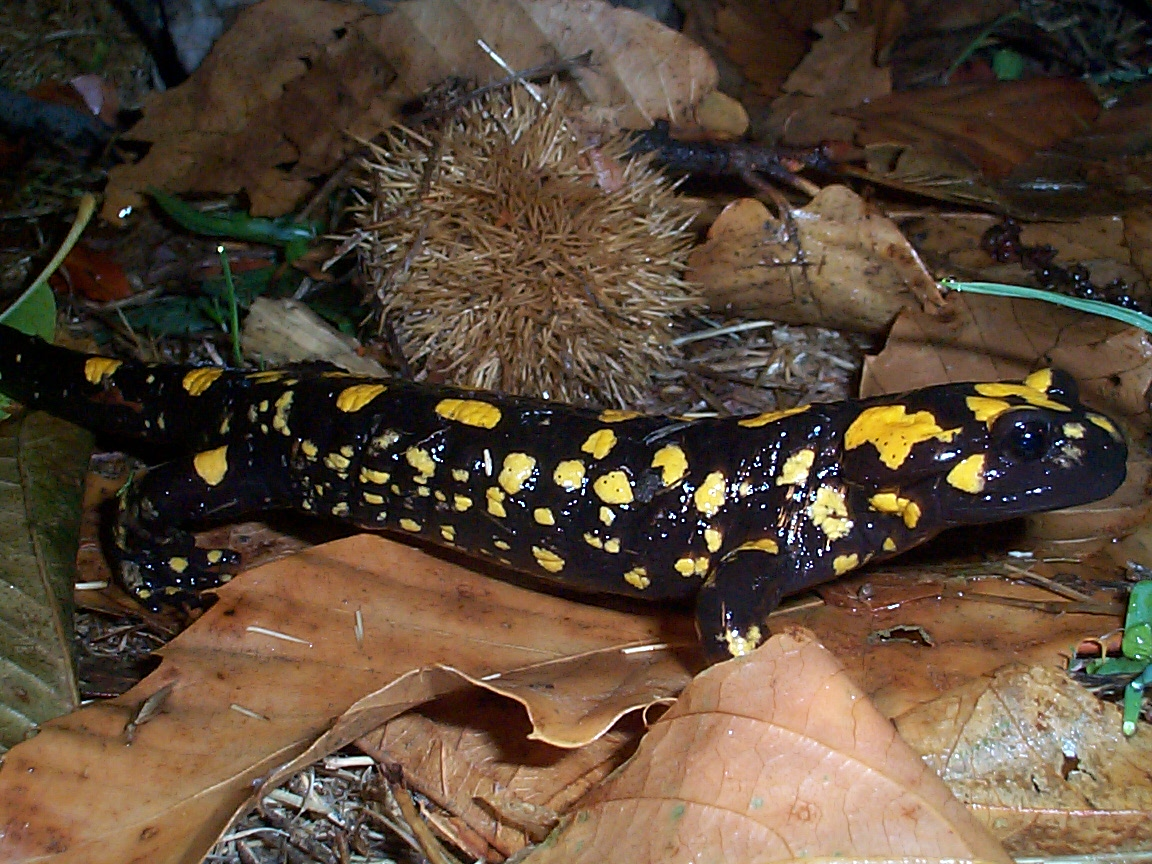
Salamandre de Corse (Salamandra corsica)
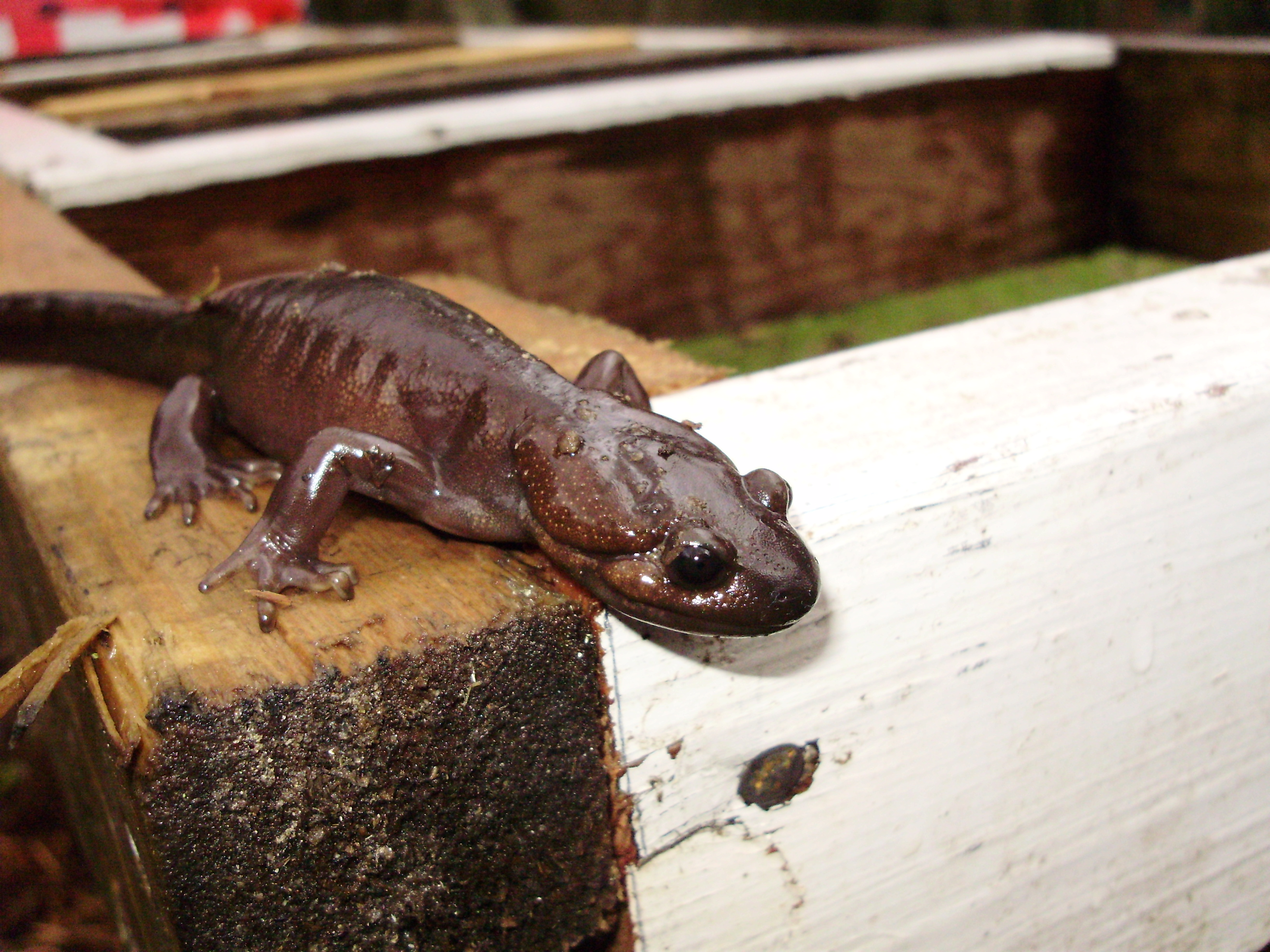
Salamandre foncée (Ambystoma gracile)
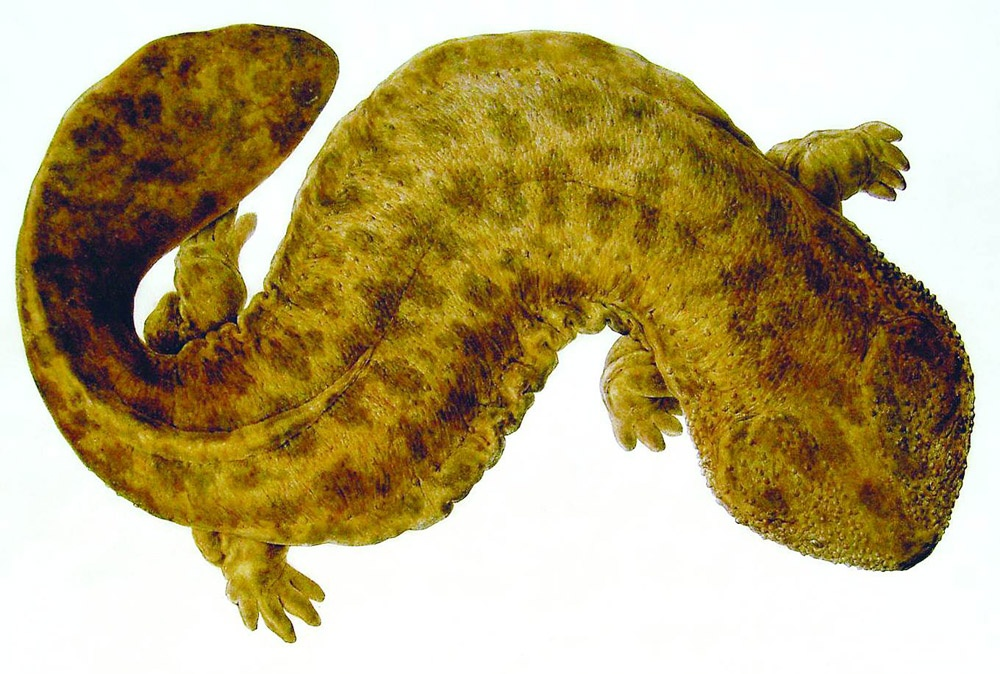
Salamandre géante du Japon (Andrias japonicus)
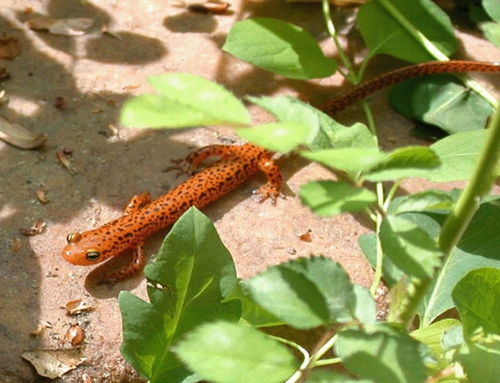
Salamandre à longue queue (Eurycea longicauda)
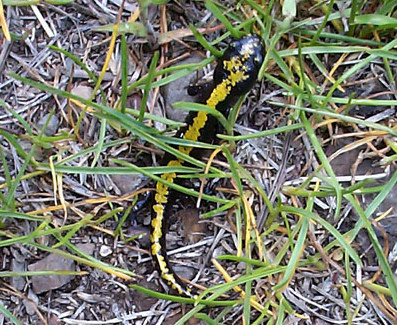
Salamandre à longs doigts (Ambystoma macrodactylum)
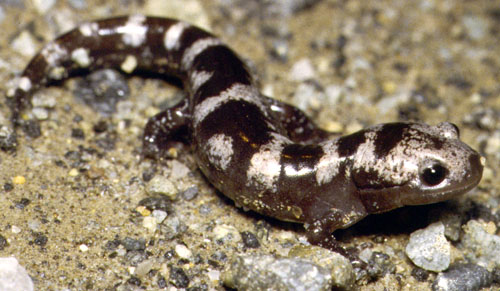
Salamandre marbrée (Ambystoma opacum)
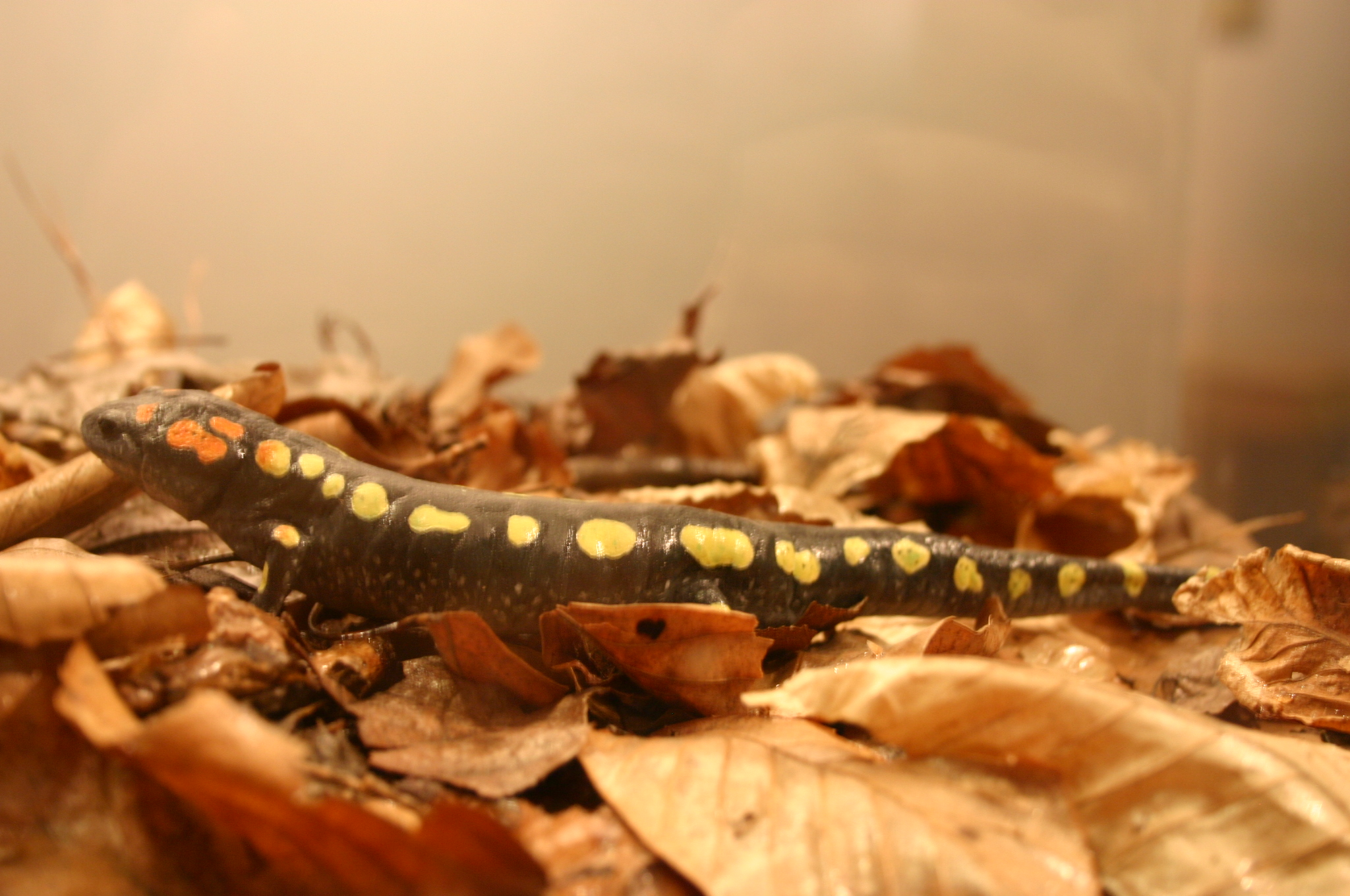
Salamandre maculée (Ambystoma maculatum)
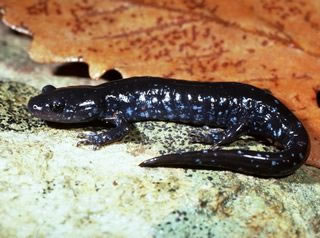
Salamandre à points bleus (Ambystoma laterale)
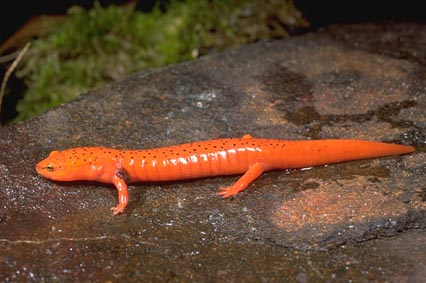
Salamandre rouge (Pseudotriton ruber)
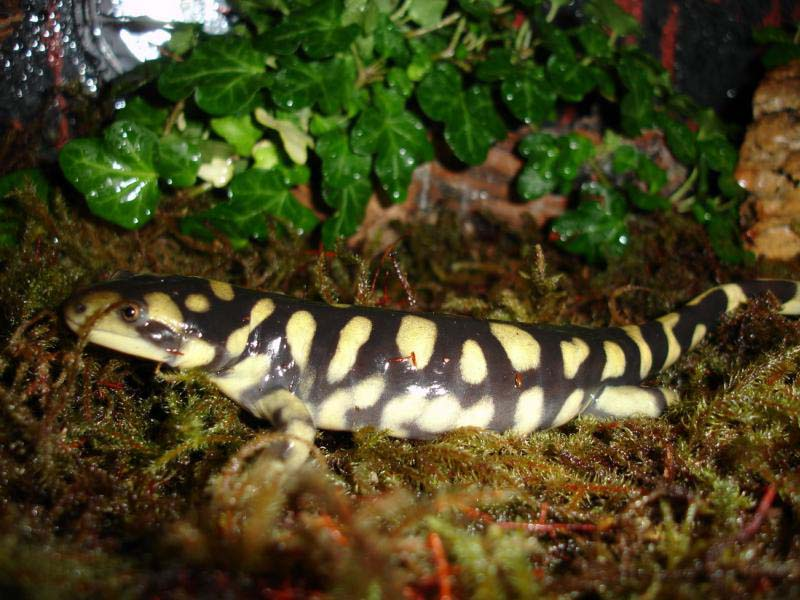
Salamandre tigrée (Ambystoma tigrinum)